# Loxosomella crassicauda
Loxosomella crassicauda är en bägardjursart som först beskrevs av Salensky 1877.  Loxosomella crassicauda ingår i släktet Loxosomella och familjen Loxosomatidae. Inga underarter finns listade i Catalogue of Life.